# علی‌اشرف مجتهد شبستری
علی‌اشرف مجتهد شبستری دیپلمات ایرانی و نخستین سفیر ایران در تاجیکستان و سفیر و معاون نمایندگی دائم ایران در دفتر اروپایی سازمان ملل متحد در ژنو بوده است.

## زندگی
وی مدتی مشاور امور بین‌الملل معصومه ابتکار رئیس سازمان حفاظت از محیط زیست بود. او بعنوان رئیس انجمن دوستی ایران و تاجیکستان فعالیت می‌نماید. او برادر کوچکتر محسن مجتهد شبستری و محمد مجتهد شبستری است. مجتهد شبستری دارای دکتری اقتصاد بین‌الملل از ایالت متحده آمریکا بوده و ضمن فعالیت بعنوان دیپلمات وزارت امور خارجه در دفاتر سازمان ملل متحد در تهران و ژنو نیز مأموریت داشته است. مقالات مختلفی از ایشان در داخل و خارج چاپ شده است.

## آثار
- دستورالعمل استفاده از ظرفیت‌های نظامی و دفاع غیرنظامی خارجی در امداد بلایا «دستورالعمل اسلو»، ۱۴۰۰
- مجموعه دستورالعمل‌های اینساراگ، گروه مشاوره جستجو و نجات بین‌المللی، ‫۱۴۰۰
- سفیر کبیر‮‬: ‏‫مجموعه مقاله‌هایی از نویسندگان تاجیکستان دربارهٔ فعالیتهای سیاسی و فرهنگی سفیر ایران دکتر علی‌اشرف مجتهدشبستری در آن کشور‮‬، به کوشش و خواستاری فاتح عبدالله، میرزا شکورزاده‮‬، تهران‮‬: ‏‫خردگان‮‬، ‏‫۱۴۰۰